# 赤达寺
赤达寺，位于西藏自治区拉萨市墨竹工卡县扎雪乡其朗村，是一座藏传佛教寺院。

## 简介
赤达寺位于西藏自治区拉萨市墨竹工卡县扎雪乡其朗村。为藏传佛教寺院。
2012年，该寺的僧人曲念坚参被评为西藏自治区爱国守法先进僧尼。